# 李彤 (皮划艇运动员)
李彤（1988年10月8日—），中国女子皮划艇运动员，主攻皮艇激流回旋，2014年亚洲运动会女子单人皮艇激流回旋金牌得主、2018年亚洲运动会女子单人皮艇激流回旋银牌得主。